# Gregor Berg
Pour les articles homonymes, voir Berg.
Gregor Berg, (en allemand : Gregor von Berg), (en Russie : Grigori Maximovitch Berg -  Григорий Максимович Берг), né le 16 août 1765 à Dorpat, décédé le 26 mars 1838 à Revel, est un général allemand de la Baltique, sujet de l'Empire russe qui fut, au cours des Guerres napoléoniennes, l'un des chefs de l'Armée impériale de Russie.

## Famille
Il appartient à la famille von Berg remontant à la chevalerie allemande de la Baltique. Il est le fils du major-général Magnus Johann von Berg et de son épouse, née Élisabeth Dorothée Minich.
Son frère aîné, le lieutenant-général d'infanterie Bernhard Magnus Berg fut l'un des héros de la Guerre patriotique de 1812.

## Biographie
Filleul de l'impératrice Catherine II de Russie et du prince Grigori Grigorievitch Orlov.
En 1778, à l'âge de treize ans, le jeune Berg entra comme sergent au Régiment d'infanterie de Sibérie. Le 1er janvier 1782, promu lieutenant, un mois plus tard, l'impératrice lui confia le commandement de la Division Livonia. Au grade de second major, il fut transféré au Régiment d'infanterie Nevski, dans ses rangs, il participa au conflit opposant la Russie à la Suède (Guerre russo-suédoise de 1788-1790). Commandant d'un détachement, au cours de cette campagne militaire en Finlande, il s'illustra maintes fois dans différents combats contre les Suédois dont la bataille de Mikkeli et la bataille de Tsardakoski (1790) où il fut blessé par une décharge de mitraille à la jambe gauche. En 1794, il prit part à la Campagne de Pologne, il s'illustra pendant le siège et la capture de la ville de Vilna. Le 8 octobre 1797, il fut élevé au grade de colonel et le 16 août 1798, Paul Ier de Russie lui confie le commandement du 122e régiment d'infanterie Tambov.
Le 20 août 1798, il est élevé au grade de major-général, le même jour il reçut le commandement du Régiment d'infanterie d'Ukraine nouvellement créé à Kostroma.
Le 7 février 1800, accusé de détournement de fonds, Gregor Berg fut rayé des effectifs de l'armée. Innocenté, le 18 novembre 1800, il fut rappelé par Alexandre Ier de Russie, qui le nomma chef du 10e Régiment de Grenadiers Malorossiski. À la tête de ses troupes d'infanterie, le 5 novembre 1805, il s'illustra par sa grande bravoure lors de la bataille d'Amstetten où une balle ennemie le blessa à la lèvre et lui brisa deux dents. Le 2 décembre 1805, avec la même vaillance, il combattit à Austerlitz. Dans cette « bataille des Trois Empereurs », Berg fut grièvement blessé par un boulet de canon à la jambe gauche, fortement commotionné, il fut fait prisonnier par les troupes françaises.
Son emprisonnement fut de courte durée, en janvier 1806, libéré, il fut de retour en Russie. Le 11 octobre 1806, Berg fut nommé commandant de Revel, il occupa ce poste jusqu'au début de la Campagne de Russie (1812). Le 23 mars 1812, le commandement de la 5e Division d'infanterie lui fut confié, il servit sous les ordres du maréchal Pierre Wittgenstein. Cette Division fut engagée dans la  bataille de Kliastitsy (30 juillet - 1er août 1812). Au cours de ces combats, il fut un exemple de bravoure pour ses soldats. Le 18 juillet 1812, il fut promu lieutenant-général. Au cours de la première bataille de Polotsk (17 août-18 août 1812), il fit de nouveau preuve de vaillance au combat mais, un boulet de canon ennemi le blessa grièvement au côté gauche, malgré tout, il continua à servir dans l'armée impériale. En récompense de son héroïque comportement, en 1812, il fut décoré de l'Ordre de Sainte-Anne (1re classe). De nouveau engagé dans la seconde bataille de Polotsk (18 octobre au 20 octobre 1812), il reçut l'Ordre de Saint-Georges (3e classe), l'Ordre de Saint-Vladimir (2e classe). Au cours de la Bataille de Smoliani (13 novembre-14 novembre 1812), une nouvelle fois, il déploya une grande ardeur au combat, il repoussa les attaques du maréchal Victor. Quelques jours plus tard, il se battit contre la Grande Armée sur les rives de la Bérézina.

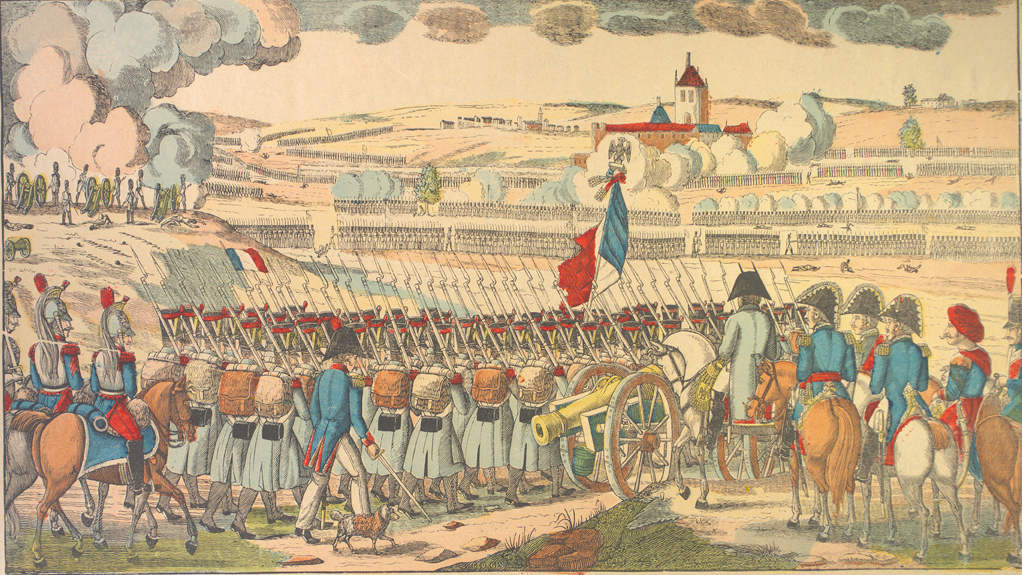
Napoléon Ier envoie ses troupes à la bataille de Lützen, gravure teintée du XIXe siècle

En 1813, de nouveau, Berg se couvrit de gloire dans de nombreuses batailles. Il prit part au premier siège de Dantzig (janvier 1813). Le 7 mars 1813, avec le maréchal Pierre Wittgenstein, Berg entra dans Berlin. Il fut décoré de l'Ordre de l'Aigle rouge. À Lützen (2 mai 1813), il couvrit la retraite des armées russo-prussiennes. Son rôle au cours de la bataille de Bautzen, fut d'empêcher le contournement des armées russo-prussiennes par les puissances alliées ennemies. Au cours d'une bataille d'arrière-garde à Reichenbach il fut blessé à la jambe gauche, cette nouvelle blessure l'obligea à reprendre le commandement de Revel.
Le 12 décembre 1823, pour ses services rendus à l'Empire russe, Alexandre Ier de Russie le promut au grade de général d'infanterie. Le 17 décembre 1827, il reçut l'Ordre de Saint-Alexandre Nevski. Le 25 mars 1828, le tsar lui confia le poste de gouverneur militaire de Revel.
Après le décès de son épouse, son état de santé se dégrada, il fut mis à la retraite le 9 février 1832.

### Décès et inhumation
Le général Gregor Berg décéda le 26 mars 1833, il fut inhumé à Revel.

## Carrière militaire
- 1778-1782 : Régiment d'infanterie de Sibérie ;
- février 1782-1788 : Division d'infanterie Livonia ;
- 1788-1798 : Régiment d'infanterie Nevski ;
- 16 août 1789-20 août 1798 : 122e Régiment d'infanterie de Tambov ;
- 20 août 1798-7 juillet 1800 : Régiment d'infanterie d'Ukraine ;

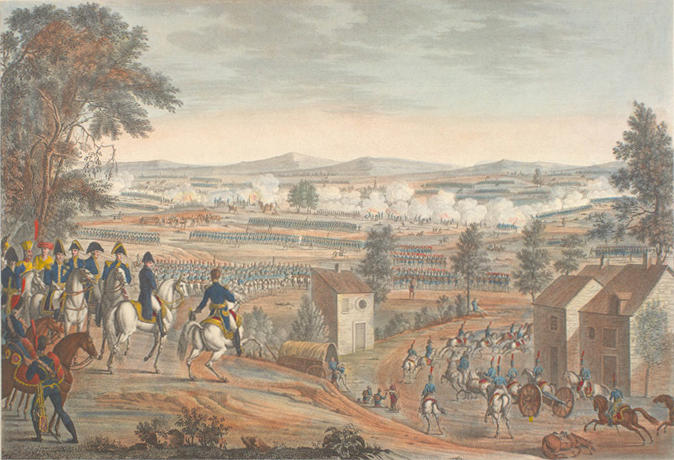
Napoléon Ier assistant à la bataille de Lützen (1813), gravure teintée du XIXe siècle

- 19 novembre 1800-16 juillet 1801 : 10e Régiment de Grenadiers Malorossiski ;
- 16 juillet 1801-11 octobre 1806 : 10e Régiment de Grenadiers Malorossiski ;
- 23 mars 1812-1813 : 5e Division d'infanterie.

## Distinctions militaires
- 1812 : Ordre de Sainte-Anne (1re classe);
- 1812 : Ordre de Saint-Vladimir (2e classe);
- 1812 : Ordre de Saint-Georges (3e classe);
- 1813 : Ordre de l'Aigle rouge (1re classe - Ordre prussien);
- 17 décembre 1827 : Ordre de Saint-Alexandre Nevski.

## Sources
- (ru) Cet article est partiellement ou en totalité issu de l’article de Wikipédia en russe intitulé « Берг, Григорий Максимович » (voir la liste des auteurs).
- www.biograpfija.ru
- regiment.ru